# Mosè di Bulgaria
Mosè Cometopulo (in slavo ecclesiastico: Мѡѷсе́й; in bulgaro Мойсей?; ... – Serres, 976/986) fratello dell'imperatore Samuele di Bulgaria e secondo figlio del komes Nicola. Dopo la caduta delle parti orientali dell'Impero sotto l'occupazione bizantina nel 971, lui e i suoi fratelli Davide, Aronne e Samuele continuarono la lotta a ovest. Governarono insieme e divisero il regno in quattro parti. Le sue terre erano centrate su Strumitsa, da dove doveva lanciare attacchi contro le regioni egee dell'Impero bizantino.
Nel 976 gli eserciti bulgari intrapresero un grande assalto da tutti i confini e Mosè guidò le sue truppe a Serres. Durante l'assedio della città, fu colpito mortalmente da una pietra e poi ucciso da una spada nemica. Nello stesso anno morirono anche Davide e Aronne e l'intero potere cadde nelle mani di Samuele, che divenne imperatore nel 997 dopo la morte dell'ultimo sovrano della dinastia precedente, Romano.

## Albero genealogico
|        |        |        |        |        |        |  |  |      |      |      |      |      |      | Komes Nikola | Komes Nikola | Komes Nikola | Komes Nikola | Komes Nikola | Komes Nikola |        |        |  |  |                     |                     | Ripsimia d'Armenia  | Ripsimia d'Armenia  | Ripsimia d'Armenia  | Ripsimia d'Armenia  | Ripsimia d'Armenia | Ripsimia d'Armenia |
|        |        |        |        |        |        |  |  |      |      |      |      |      |      | Komes Nikola | Komes Nikola | Komes Nikola | Komes Nikola | Komes Nikola | Komes Nikola |        |        |  |  |                     |                     | Ripsimia d'Armenia  | Ripsimia d'Armenia  | Ripsimia d'Armenia  | Ripsimia d'Armenia  | Ripsimia d'Armenia | Ripsimia d'Armenia |
|        |        |        |        |        |        |  |  |      |      |      |      |      |      |              |              |              |              |              |              |        |        |  |  |                     |                     |                     |                     |                     |                     |                    |                    |
|        |        |        |        |        |        |  |  |      |      |      |      |      |      |              |              |              |              |              |              |        |        |  |  |                     |                     |                     |                     |                     |                     |                    |                    |
| Davide | Davide | Davide | Davide | Davide | Davide |  |  | Mosè | Mosè | Mosè | Mosè | Mosè | Mosè |              |              | Aronne       | Aronne       | Aronne       | Aronne       | Aronne | Aronne |  |  | Samuele di Bulgaria | Samuele di Bulgaria | Samuele di Bulgaria | Samuele di Bulgaria | Samuele di Bulgaria | Samuele di Bulgaria |                    |                    |

## Altre teorie
Esiste anche un'altra teoria sull'origine di Mosè. Secondo questa versione, Simeone I di Bulgaria ebbe diversi figli. Uno di questi era Ivan, che si sposò con un'armena a Cesarea. Mosè e suo fratello Aronne erano a loro volta figli di Ivan. Secondo questa versione, Mosè sopravvisse e rimase in azione accanto a Samuele contro il nemico almeno fino al 986.